# Clan de Uxda

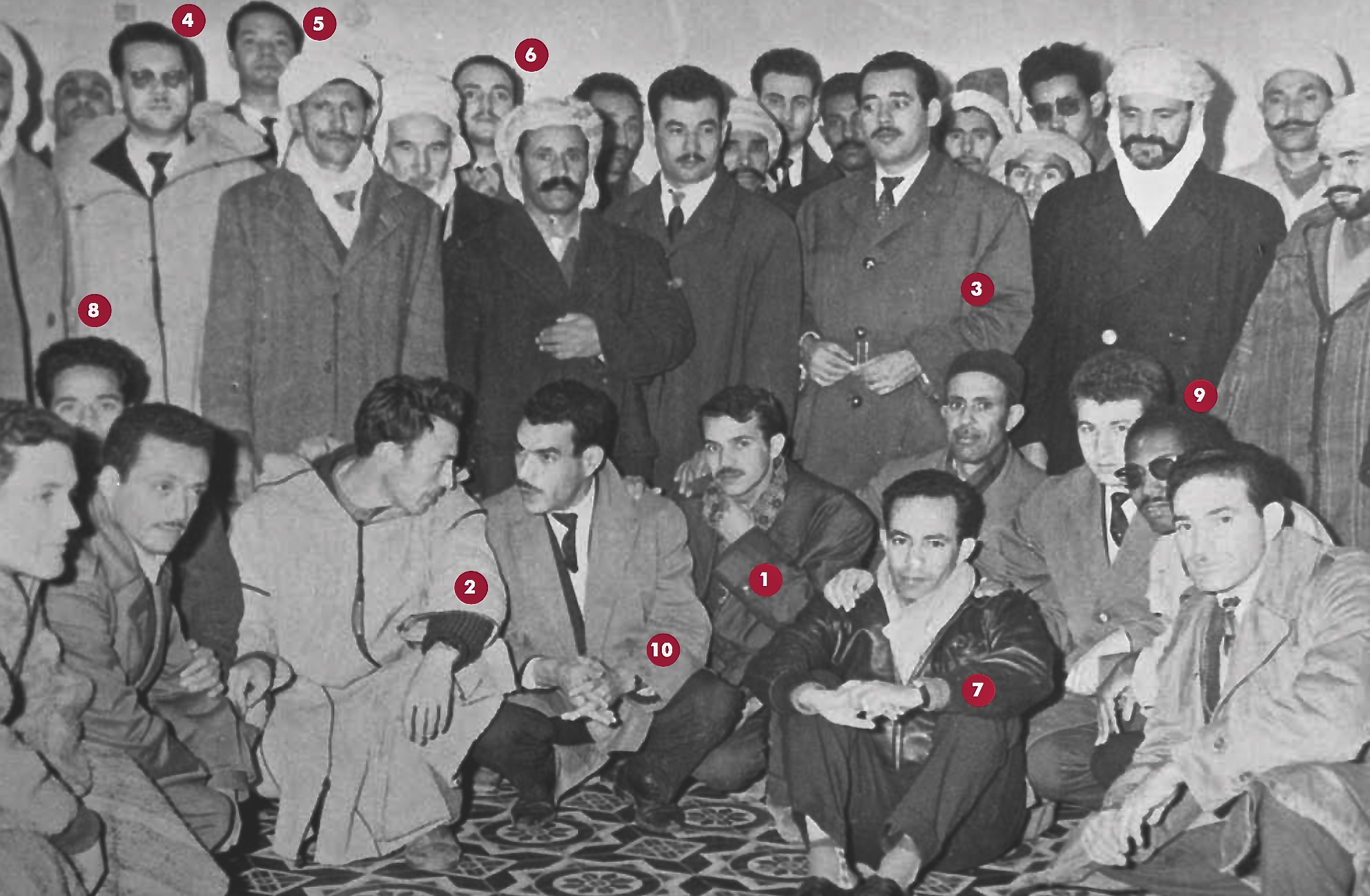

El Clan de Uxda, también conocido como Clan d'Oujda o grupo Tlemcen, es un grupo político-militar formado por argelinos del Frente de Liberación Nacional (FLN) durante la guerra de Argelia. El clan se construyó sobre la primera comunidad argelina instalada en Marruecos desde 1850, compuesta por la pequeña burguesía, terratenientes, auxiliares de la administración marroquí o estudiantes y ejecutivos, todos supervisados por combatientes argelinos del Ejército de Liberación Nacional (ELN), replegado detrás de la frontera marroquí desde el inicio del levantamiento de 1954.

## Antecedentes: Guerra de Argelia

Mapa Argelia

Tanto Marruecos como Túnez, a los que habían concedido la independencia en 1956, eran protectorados, mientras que Argelia tenía estatus de departamento y, en consecuencia, consideración de territorio soberano francés. Así había sido declarada en 1948 en un intento baldío por calmar las reivindicaciones independentistas surgidas en el país ya un decenio antes.
A finales de los años cincuenta, la frustración argelina ante la falta de eco de sus deseos se convertía en rabia al ver cómo otros pueblos de su misma cultura, religión e idioma lograban sus objetivos. Tras la Guerra de Indochina fueron bastantes los soldados argelinos del Ejército francés que empezaron a considerar que era el momento de obtener la independencia para Argelia. La guerra se llevó a cabo en forma de lucha de guerrillas y enfrentamientos contra el Ejército francés y las unidades adicionales de origen local llamadas harkis. En la actualidad, el término harki se utiliza en Argelia como sinónimo de traición.
El 1 de noviembre de 1954 varios líderes del llamado Comité Revolucionario de Unidad y Acción argelino (CRUA) decidieron dar un paso adelante en la lucha armada. Entre ellos figuraba Ahmed Ben Bella, quien con el tiempo se convertiría en el primer presidente de la República de Argelia.
Habían creado el Frente de Liberación Nacional (FLN), una organización militar y política que desde ese momento extendería sus redes por todo el país. Sus golpes, a menudo atentados contra instalaciones de valor estratégico, enseguida se convertirían en una seria amenaza.
La guerra, que se prolongó de 1954 a 1962, fue larga y violenta –la cifra de víctimas ronda el medio millón o tal vez más–. Tanto los militares franceses, imbuidos de un fanatismo impropio de una sociedad democrática, como los guerrilleros del FLN rivalizaron en el recurso a la violencia, la tortura y el asesinato a menudo indiscriminado.
Es en mayo de 1961, en la ciudad de Evian, donde se inician conversaciones entre el gobierno francés y el FLN. Aunque continúa el clima de violencia, se llega a un acuerdo entre ambas partes el 12 de marzo de 1962; el acuerdo contempla la creación de la República de Argelia y las futuras relaciones de ambos estados.

## Fin de la guerra e independencia de Argelia[6]
La matanza del 26 de marzo de 1962, en la que hubo unos setenta muertos y doscientos heridos marcó el comienzo del exilio de la población argelina de origen europeo. El referendo abrumador de los Acuerdos de Evian (con un 90,70 % de votos favorables) el 8 de abril confirmó el deseo de gran parte de los colonos de abandonar el territorio. La OAS ya no podía contener la marcha de la población europea, que hasta entonces había tratado de impedir con la intención de que participase en la guerra y con la esperanza de poder contar con el respaldo del Ejército. Argel se sumió en una ola de crímenes, robos y ajustes de cuentas entre los grupúsculos terroristas europeos que coincidieron con la gran emigración. Si los negociadores de Evian más pesimistas habían previsto que la mitad de la población de origen europeo abandonase Argelia, finalmente lo hizo casi toda: 1.100.000 argelinos de origen europeo apenas quedaron unos 170.000. El gran éxodo se produjo en unos pocos meses.

## Orígenes del Clan
El clan, cuyos vínculos se forjaron en 1956 en torno a un tándem formado por el coronel Boussouf, jefe del servicio de inteligencia del ministerio de armamento y enlaces generales, y su adjunto, el coronel Boumédiène, jefe del Estado Mayor General (EMG) del ejército fronterizo, asistido por cuatro hombres: Kaïd Ahmed, Chérif Belkacem, Ahmed Medeghri y Abdelaziz Buteflika, que están esperando el momento oportuno y muy en contra de las negociaciones de paz en Evian por temor a ser excluidos después de la independencia del país. La relación entre estos hombres siguió siendo muy estrecha durante el resto de la guerra y mucho después de la independencia del país donde han invertido los más altos cargos políticos en la Argelia independiente. La base del EMG se encuentra en Oujda, una ciudad marroquí en la frontera con el oeste de Argelia. Esto es lo que luego se llamará el Clan d’Oujda y que está en el origen del asesinato de Abane Ramdane en Marruecos en 1957, la muerte del coronel Amirouche en 1959 en una emboscada, la crisis del verano de 1962, el asesinato de varios opositores políticos tras la independencia y la toma del poder por los soldados del ejército fronterizo encabezado por el coronel Boumédiène. Ganaron una ofensiva de guerra contra los maquisards de las wilayas que se opuso militarmente a los hombres del clan durante la crisis del verano de 1962. Para los historiadores, el golpe militar del ejército fronterizo, encabezado por el coronel Boumédiène en el verano de 1962, es el verano de la "independencia confiscada" por el "clan d'Oujda". Este selló así el destino político y económico de la Argelia posindependiente donde el ejército sigue ocupando un lugar central en las decisiones políticas desde el golpe de Estado del 19 de junio de 1965, al final del cual el presidente de la República Ahmed Ben Bella fue derrocado por Coronel Boumédiène, que se convierte en el nuevo presidente de Argelia.

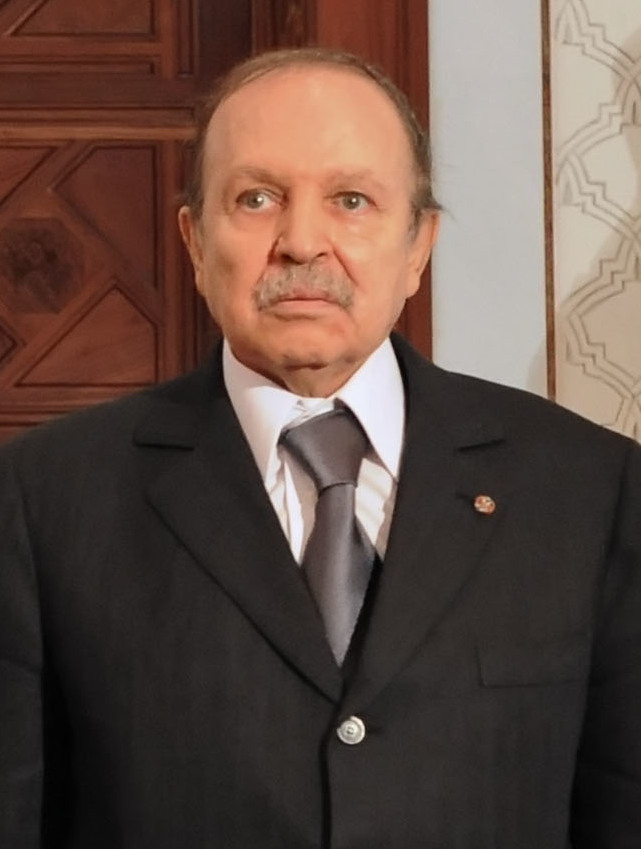
Abdelaziz Bouteflika

Algunos de los sucesivos presidentes de Argelia que han gobernado el país durante más de diez años provienen de este clan desde el golpe de Estado del 19 de junio de 1965 (Houari Boumédiène y Abdelaziz Buteflika).
El clan se derrumbó en 1979 tras la muerte del presidente Boumédiène, suplantado por un nuevo clan, el "Clan del Este", compuesto por hombres procedentes de  las ciudades argelinas Biskra, Tebessa y Souak Ahras; conocido por el acrónimo BTS.
Veinte años después, el “clan d’Oujda” se ha vuelto a consolidar en todos los engranajes del poder tras el regreso de Abdelaziz Bouteflika y su ascenso a la cabeza del país en 1999. En 2019, Hirak lo obligó a renunciar.

## Regreso del Clan de Uxda tras la elección de Abdelaziz Bouteflika en 1999
Después de cruzar el desierto durante veinte años, durante los cuales fue consultor en los países del Golfo, Abdelaziz Buteflika, fue abordado por el general Larbi Belkheir para postularse para las elecciones presidenciales de 1999. Este último obtuvo la adhesión de generales, incluido Khaled Nezzar.
Al término de una elección presidencial anticipada, Abdelaziz Buteflika fue elegido presidente de la República el 15 de abril de 1999 con casi el 74% de los votos. Todos sus opositores se unieron para denunciar el fraude y la condiciones para la organización de la votación. Sucede a Liamine Zéroual, el 27 de abril de 1999.
Su elección es vista como el gran regreso del Clan de Uxda, marginado durante más de 20 años.
Los tres departamentos, Tlemcen, Nedroma y Maghnia, están marcados por la supremacía de este clan occidental, Uxda, de donde provienen la mayoría de los hombres clave en el poder: los ministros del interior Daho Ould Kablia, Noureddine Yazid Zerhouni, el ministro de Energía Chakib Khelil –procesado por su participación en una serie de escándalos financieros en el asunto Sonatrach–, el ministro de Justicia Tayeb Louh, exministro de Relaciones Exteriores y actual presidente del consejo Mourad Medelci constitucional o incluso el ministro del Interior Tayeb Belaiz apodado el "Príncipe del clan Uxda".

## Fábricas de armas del ELN en Marruecos controladas por los hombres del Clan de Uxda
Es en parte gracias a las redes de militantes trotskistas que han surgido talleres de armas en Marruecos. Estos activistas son extranjeros, no más de veinte: trabajadores especializados en su mayoría, provenientes de Francia, Gran Bretaña, Grecia, Holanda, Alemania o Argentina que tomaron la misma decisión de unirse. Los “hermanos” argelinos del Ejército fronterizo estacionados en Marruecos. En total, extranjeros o argelinos, son 250-300 hombres que trabajan en Marruecos, encerrados voluntariamente en granjas, fábricas clandestinas, hasta la independencia de Argelia, en julio de 1962. Según el testimonio de un moudjahid latinoamericano Roberto Muniz, se establecieron sucesivamente cinco talleres en Bouznika (cerca de Rabat), en Témara (en el centro de Kenitra), en Souk-El-Arba, Skhirat y Mohammedia. De un taller a otro, según la época, las condiciones de vida eran más o menos duras.
Así, en Témara, "por razones de seguridad", los trabajadores de la ALN "nunca ven el sol": encerrados las veinticuatro horas del día detrás de las paredes ciegas del taller, no tienen autorización para salir al anochecer o para tomar el aire en la terraza. Es una prioridad que ninguno de estos talleres sea detectado por el enemigo, es decir, por el ejército francés. “Los camaradas tenían que vivir así a veces durante un año. Algunos han sufrido consecuencias psicológicas hasta el día de hoy”. La calidad de producción no es la mejor, pero el FLN fabrica sus propias armas para el ALN.
Por su parte, Roberto Muñiz recuerda una visita del coronel Houari Boumédiène, jefe del Estado Mayor, a quien los trabajadores ofrecieron una metralleta nueva, realizada en el taller, “en memoria de nuestros esfuerzos por lograr la independencia”. Es en la finca Bouznika, informa Roberto Muñiz, donde se probarán 10.000 ametralladoras made in ALN, una a una, dentro de un gigantesco túnel bajo tierra, antes de ser enviadas “al campo de batalla”, es decir, en principio, al maquis.
El jefe del ejército argelino y los trotskistas no son los únicos que visitan los talleres. El verdadero jefe, el que viene regularmente a comprobar el estado de sus "tropas" obreras, es Abdelhafid Boussouf, a quien los hombres del ELN y los militantes trotskistas se refieren por su nombre de guerra, el coronel Si Mabrouk.

## Figuras políticas y militares del Clan de Uxda[9]
Abdelaziz Buteflika, nacido en Oujda en 1937, ex Ministro de Relaciones Exteriores de Boumédiène y presidente de la República de Argelia desde abril de 1999 hasta 2019. Conocido con el seudónimo de Abdelkader El Mali durante la Guerra de Argelia. Fue nombrado en 1958 con el rango de comandante por Houari Boumédiène y se convirtió en secretario administrativo en el puesto de mando de Wilaya V.
Kaïd Ahmed, nacido en 1921 y muerto en 1978 en Rabat, se unió al coronel Boumédiène en Oujda en 1958. Varias veces Ministro de Turismo, Finanzas y Planificación. Secretario General del FLN.
Chérif Belkacem, nacido en 1930, pasó toda su infancia en Marruecos. Varias veces Ministro del Gobierno argelino de los años 1960-1970.
Ahmed Medeghri, nacido en Orán en 1934 y asesinado en 1974. Se unió al coronel Boumédiène en Oujda durante la guerra de independencia.
Abdelhafid Boussouf, nacido el 17 de agosto de 1926 en Mila, en el norte de Constantina (Argelia), y murió el 31 de diciembre de 1980 en París. Fue un militante nacionalista argelino durante la guerra de Argelia. Jugó un papel decisivo en el nacimiento de los servicios de inteligencia argelinos.
Dahou Ould Kablia, nacido en Tánger en 1933, Ministro del Interior y Comunidades Locales hasta 2013.
Noureddine Yazid Zerhouni, nacido en 1937, pasó toda su juventud en Fez, Marruecos, reclutado a la edad de veinte años en el Ministerio de Armamento y Enlaces Generales cuya base se encuentra en Oujda, entonces jefe de Seguridad militar de 1979 a 1981. En 1999, el presidente Bouteflika lo nombró Ministro de Estado, ministro del Interior y Comunidades Locales, cargo que ocupó hasta 2010.
Chakib Khelil, nacido en Oujda en 1939, exministro de Energía y Minas. Está involucrado en varios escándalos de corrupción y malversación de fondos en el caso Sonatrach y ha sido procesado por los tribunales argelinos.
Khaled Nezzar, nacido en 1937, ex DAF, se unió al ejército fronterizo bajo el mando del coronel Boumédiène, cerca de Chadli Bendjedid. Convertido en general y Ministro de Defensa, fue uno de los generales que decidió interrumpir el proceso electoral de 1991.
Ali Tounsi, alias Si El Ghaoutti durante la guerra de independencia. Nacido en 1937 y asesinado en Argel en 2010. Soldado de carrera y director general de la DGSN de seguridad nacional argelina.
Abdelhamid Temmar, nacido en Tlemcen en 1938, ex oficial del ELN al que se incorporó en 1957 en el ejército fronterizo de Oujda, primer Doctor en Ciencias Económicas de la Argelia independiente, nombrado en 1962 jefe de Gabinete del Ministerio de Juventud y Deporte, Educación Popular y Turismo, entonces encabezado por Abdelaziz Bouteflika. Ministro de Inversiones durante los primeros mandatos de Bouteflika y Ministro de Industria y Promoción de Inversiones durante el gobierno del Primer Ministro Ahmed Ouyahia.
Chadli Bendjedid (1929-2013). Carrera militar. Durante la Guerra de la Independencia, fue comandante de batallón y luego líder de un subgrupo de 6.000 hombres. Es el tercer presidente de Argelia 1979-1992 y Ministro de Defensa 8 de marzo de 1979 a 25 de julio de 1990.
Boualem Bessaih, nacido en 1930, ex oficial del ELN, encargado de la protección de altos funcionarios argelinos durante la guerra de Argelia. Nombrado diputado de Abdelhafid Boussouf en 1961, dirige en este cargo la sección de contraespionaje de la base de Didouche en Trípoli (Libia), miembro del Consejo Nacional de la Revolución Argelina (CNRA) de 1959 a 1962. Después de la independencia ostentará muchos puestos importantes en los sucesivos gobiernos. Después de haber ocupado el cargo de Embajador en Marruecos, Abdelaziz Bouteflika lo nombró para el alto cargo de Presidente del Consejo Constitucional en septiembre de 2005 hasta marzo de 2012.
Kasdi Merbah, nacido en 1938 y asesinado en 1993. Asignado desde 1959 al Ministerio de Armamento y Enlaces Generales (MALG) con sede en Oujda.
Ahmed Bencherif, nacido en 1927, ex DAF, se incorporó al Estado Mayor en 1962, miembro del Consejo Revolucionario (1965-1977) y Ministro de Hidráulica (1977-1980).
Laroussi Khalifa, nacido en 1917 y fallecido en 1990, director del gabinete de Abdelhafid Boussouf durante la guerra de independencia, ministro de Industria de Ben Bella, entonces director general de Air Algérie. En 1967, fue condenado a 2 años de prisión por su oposición a las políticas de Houari Boumédiène.
Mohamed Zerguini (1922-2001), ex DAF, ejerció sus conocimientos técnicos y tácticos dentro del ELN, miembro del Estado Mayor. Fiel al coronel Boumedienne, que nombra al subcomandante de la VII Región Militar en 1962, comandó las tropas Hassi Beida durante la "Guerra de las Arenas" entre Argelia y Marruecos en 1963. Comandó la fuerza expedicionaria del Canal de Suez durante la Guerra de los Seis Días en 1967 y fue ministro varias veces bajo Boumédiène.
Slimane Hoffman (1922-1991), ex DAF, fue designado por el coronel Boumédiène para formar a los futuros oficiales del ejército argelino, la organización de las unidades de tránsito y el suministro de armamento. Miembro del Buró Político del Estado Mayor (1960-1962), ocupó varios cargos en el Gobierno.
Ali Mendjli (1922-1998). En 1958 se trasladó al Ejército fronterizo donde se incorporó al mando de las fuerzas generales del ELN. En 1959 fue nombrado por el coronel Boumédiène Fiscal del Tribunal Militar para juzgar a los acusados del "complot de los coroneles". Uno de los ayudantes de Boumédiène dentro del Estado Mayor. Muy crítico con los líderes del “clan Oujda” (Boumédiène, Bouteflika, Medegheri Cherif Belkacem), dimitió poco después y se retiró a su pueblo natal hasta su muerte.
Mohamed Salah Yahiaoui (1932), miembro del Estado Mayor, en Oujda (1958), miembro electo del Comité Central y del Consejo Revolucionario durante el Golpe de Estado del 19 de junio de 1965, designado por el Coronel Boumédiène al frente de la Escuela Militar de Armas Combinadas de Cherchell (de 1969 a 1977).